# 人権団体
人権団体（じんけんだんたい）は、困難な事情にあってその人間としての基本的な人権が踏みにじられていると考える人たちの人権擁護などを目的とする団体。政治的な信条や健康、あるいは家族の離散、貧困、医療や福祉、高齢者、配偶者による暴力の被害者支援などといった事情である。
有名なものにはアムネスティ・インターナショナル、日本国民救援会、救援連絡センターの他、冤罪を主張する被告人を支援する各種団体、先天的な障害を持つ人々の支援、朝鮮民主主義人民共和国への拉致被害者や中国残留日本人孤児（樺太残留者も）・婦人などの救援団体などがある。
弁護士会も様々な人権問題に関して、人権救済のための勧告を行うなど、人権団体と同様の性質を持っている。国の機関では、法務省の人権擁護局が、人権について啓発したり、申し立てや職権により、人権侵害事件について調査し、勧告や刑事告発を行うなど、人権擁護を任務としている。

## 日本の人権団体一覧
- アムネスティ・インターナショナル日本
- アクセス－共生社会をめざす地球市民の会
- 西田人権宣言
- HIVと人権・情報センター